# Dynamische stochastische allgemeine Gleichgewichtsmodelle
Dynamische stochastische allgemeine Gleichgewichtsmodelle (englisch dynamic stochastic general equilibrium, auch: DSGE-Modelle) sind makroökonomische Modelle, die versuchen, ökonomische Phänomene wie Wirtschaftswachstum und Konjunkturzyklen sowie die Auswirkungen der Wirtschaftspolitik durch ökonometrische Modelle zu erklären, die auf der angewandten allgemeinen Gleichgewichtstheorie und mikroökonomischen Prinzipien beruhen (Mikrofundierung). Hierzu gehören sowohl neue klassische als auch neukeynesianische Modelle. DSGE-Modelle gehören mittlerweile zum Standardansatz bei makroökonomischen Analysen.

## Beschreibung
DSGE-Modelle beruhen meist auf der Annahme rationaler Erwartungen. Sie leiten individuelles Verhalten aus intertemporalen Optimierungen der Haushalte und Unternehmen her (Mikrofundierung). Außerdem beschreiben sie allgemeine Gleichgewichte, sind also erheblich anspruchsvoller als Partialmodelle. Die Berücksichtigung von volkswirtschaftlichen Schocks verleiht diesen Modellen einen stochastischen Charakter. Im Unterschied zu New Classical Models betonen New Keynesian Models die Bedeutung inflexibler Preise (sticky prices) und monopolistischer Konkurrenz.
DSGE-Modelle versuchen, eine Reihe aggregierter ökonomischer Phänomene zu erklären, etwa Wirtschaftswachstum, Konjunkturzyklen oder die Effekte von Geldpolitik.
Viele DSGE-Modelle lassen sich nur noch mit spezieller Software lösen (z. B. Dynare oder IRIS und weitere).
DSGE-Modelle wurden kritisiert, weil sie in der Prognose und Bewältigung der Weltfinanzkrise nicht überzeugt hätten und sich nur für „gutes Wetter“ (englisch fair weather) eignen würden. Alternativen, die von der Gleichgewichtsannahme der DSGE-Modelle abweichen, sind beispielsweise dynamische Stock-Flow Consistent Models oder agentenbasierte Modellierung.

## HANK
HANK-Modelle sind eine zeitgenössische Form der DSGE-Modelle. HANK ist dabei das Akronym aus heterogenen Agenten (HA) und Neukeynesianismus (NK). Hierbei werden meist heterogene Haushalte in die Modelle integriert, die sich zum Beispiel in Alter, Bildung oder verfügbaren Informationen unterscheiden. Zusätzlich zu starren Preisen weist ein typisches HANK-Modell auch ein nicht versicherbares idiosynkratisches Arbeitseinkommensrisiko auf, welches zu einer nicht-deterministischen Vermögensverteilung führt und damit die reale Vermögensverteilung in Ökonomien simuliert. Zu den frühesten Modellen mit diesen Merkmalen gehören Oh und Reis (2012), McKay und Reis (2016) sowie Guerrieri und Lorenzoni (2017). Sie wurden unter anderem entwickelt, um die fiskalpolitischen Maßnahmen während der Finanzkrise 2007–2008 zu analysieren und eine optimales staatliches Sicherungsnetz auf Rezessionen zu berechnen. Oh und Reis haben zum Beispiel die Effektivität von direkten Cash-Zahlungen an Haushalte unterstrichen, wie sie dann einige Jahre später in der fiskalpolitischen Reaktion der USA auf den COVID-19-Schock zum Einsatz kamen.
Der Name „HANK-Modell“ wurde dabei von Greg Kaplan, Benjamin Moll und Gianluca Violante in einem Paper aus dem Jahr 2018 geprägt. In diesem einflussreichen Paper wurden Haushalte zusätzlich so modelliert, dass sie zwei Arten von Vermögenswerten anhäufen: liquide (z. B. Geld oder Aktien) und illiquide (z. B. Immobilien oder Rentenansprüche). Dies führt zu einer großen Heterogenität in der Portfoliozusammensetzung über die Haushalte hinweg. Das Modell passt insbesondere zu empirischen Ergebnissen, indem es einen großen Anteil von Haushalten mit wenig flüssigem Vermögen modelliert: die „Hand-in-den-Mund“-Haushalte (eng. hand-to-mouth-households), die von der Hand in den Mund leben. In Übereinstimmung mit empirischen Beweisen halten etwa zwei Drittel dieser Haushalte nicht unerhebliche Mengen an illiquidem Vermögen, obwohl sie nur wenig liquides Vermögen besitzen. Das sind zum Beispiel Haushalte mit einem mittleren oder hohen Einkommen, die einen Großteil ihres Vermögens in (kreditfinanzierten) Immobilien halten und trotz des relativ hohen Einkommens geringe Liquiditätsreserven haben. Diese Haushalte sind auch als wohlhabende „Hand-in-den-Mund“-Haushalte bekannt, ein Begriff, der in einer Studie von Kaplan und Violante aus dem Jahr 2014 über steuerliche Anreizmaßnahmen eingeführt wurde.
Die Existenz dieser Haushalte ist in neukeynesianischen Modellen besonders für die Auswirkungen der Geldpolitik von Bedeutung, da das Konsumverhalten dieser Haushalte stark auf Änderungen des verfügbaren Einkommens reagiert und nicht auf Schwankungen des Zinssatzes. Daraus ergeben sich zwei Hauptimplikationen für die Geldpolitik. Erstens interagiert die Geldpolitik stark mit der Fiskalpolitik, da die Ricardianische Äquivalenz aufgrund des Vorhandenseins von „Hand-in-den-Mund“-Haushalten versagt. Insbesondere Änderungen des Zinssatzes verringern den fiskalischen Spielraum der Regierung, und die staatliche Reaktion auf diese Verschiebung wirkt sich auf das verfügbare Einkommen dieser Haushalte aus. Zweitens sind aggregierte monetäre Schocks nicht verteilungsneutral, da sie sich auf die Kapitalrendite auswirken, was sich auf Haushalte mit unterschiedlichem Vermögen und Vermögen unterschiedlich auswirkt.